# Razzie Awards 2006

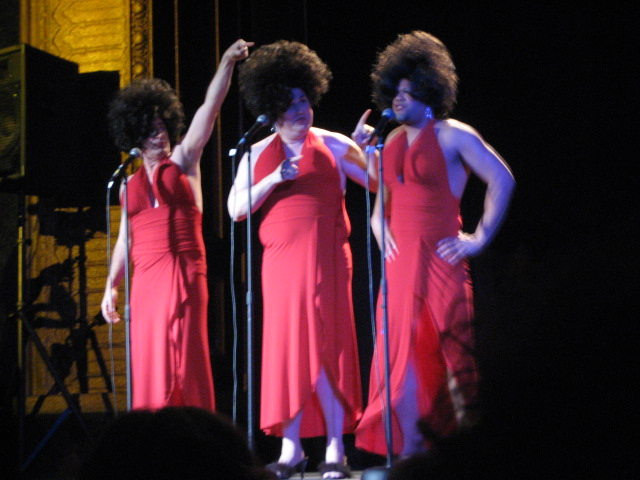
Delle ballerine en travesti si ebiscono durante la cerimonia di premiazione

La 27ª edizione dei Razzie Awards si è svolta il 24 febbraio 2007, per premiare i peggiori film dell'anno 2006. Le candidature erano state annunciate alcuni mesi prima, il 22 gennaio 2007, il giorno prima delle candidature ai Premi Oscar 2007. Basic Instinct 2 è stato il maggiore vincitore del 2006, con quattro premi, incluso il peggior film.
Il film più premiato dell'anno è stato Basic Instinct 2, mentre i più nominati sono stati Basic Instinct 2 e Quel nano infame, candidati a sette premi, seguito da BloodRayne con sei, e Il prescelto con cinque nomination.

## Vincitori e candidati
Verranno di seguito indicati in grassetto i vincitori.
Ove ricorrente e disponibile, viene indicato il titolo in lingua italiana e quello in lingua originale tra parentesi.

### Peggior film
- Basic Instinct 2 (Basic Instinct 2), regia di Michael Caton-Jones
- BloodRayne (BloodRayne), regia di Uwe Boll
- Lady in the Water (Lady in the Water), regia di M. Night Shyamalan
- Quel nano infame (Little Man), regia di Keenen Ivory Wayans
- Il prescelto (The Wicker Man), regia di Neil LaBute

### Peggior attore
- Marlon Wayans e Shawn Wayans - Quel nano infame (Little Man)
- Tim Allen - Santa Clause è nei guai (The Santa Clause 3: The Escape Clause), Shaggy Dog - Papà che abbaia... non morde (The Shaggy Dog), Capitan Zoom - Accademia per supereroi (Zoom)
- Nicolas Cage - Il prescelto (The Wicker Man)
- Larry the Cable Guy - Larry the Cable Guy: Health Inspector (Larry the Cable Guy: Health Inspector)
- Rob Schneider - Gli scaldapanchina (The Benchwarmers) e Quel nano infame (Little Man)

### Peggior attrice
- Sharon Stone - Basic Instinct 2 (Basic Instinct 2)
- Hilary Duff e Haylie Duff - Material Girls (Material Girls)
- Lindsay Lohan - Baciati dalla sfortuna (Just My Luck)
- Kristanna Loken - BloodRayne (BloodRayne)
- Jessica Simpson - Impiegato del mese (Employee of the Month)

### Peggior attore non protagonista
- M. Night Shyamalan - Lady in the Water (Lady in the Water)
- Danny DeVito - Conciati per le feste (Deck the Halls)
- Ben Kingsley - BloodRayne (BloodRayne)
- Martin Short - Santa Clause è nei guai (The Santa Clause 3: The Escape Clause)
- David Thewlis - Basic Instinct 2 (Basic Instinct 2) e Omen - Il presagio (The Omen)

### Peggior attrice non protagonista
- Carmen Electra - Hot Movie - Un film con il lubrificante (Date Movie), Scary Movie 4 (Scary Movie 4)
- Kate Bosworth - Superman Returns (Superman Returns)
- Kristin Chenoweth - Conciati per le feste (Deck the Halls), La Pantera Rosa (The Pink Panther) e Vita da camper (RV)
- Jenny McCarthy - Il mio ragazzo è un bastardo (John Tucker Must Die)
- Michelle Rodriguez - BloodRayne (BloodRayne)

### Peggior regista
- M. Night Shyamalan - Lady in the Water (Lady in the Water)
- Uwe Boll - BloodRayne (BloodRayne)
- Michael Caton-Jones - Basic Instinct 2 (Basic Instinct 2)
- Ron Howard - Il codice da Vinci (The Da Vinci Code)
- Keenen Ivory Wayans - Quel nano infame (Little Man)

### Peggior coppia
- Shawn Wayans e a scelta tra Kerry Washington o Marlon Wayans - Quel nano infame (Little Man)
- Tim Allen e Martin Short - Santa Clause è nei guai (The Santa Clause 3: The Escape Clause)
- Nicolas Cage e il suo costume da orso - Il prescelto (The Wicker Man)
- Hilary e Haylie Duff - Material Girls (Material Girls)
- I seni sbilenchi di Sharon Stone - Basic Instinct 2 (Basic Instinct 2)

### Peggior sceneggiatura
- Leora Barish e Henry Bean - Basic Instinct 2 (Basic Instinct 2)
- Guinevere Turner - BloodRayne (BloodRayne)
- M. Night Shyamalan - Lady in the Water (Lady in the Water)
- Keenen, Marlon e Shawn Wayans - Quel nano infame (Little Man)
- Neil LaBute - Il prescelto (The Wicker Man)

### Peggior prequel o sequel
- Basic Instinct 2 (Basic Instinct 2), regia di Michael Caton-Jones
- FBI: Operazione tata (Big Momma's House 2), regia di John Whitesell
- Garfield 2 (Garfield: A Tail of Two Kitties), regia di Tim Hill
- Santa Clause è nei guai (The Santa Clause 3: The Escape Clause), regia di Michael Lembeck
- Non aprite quella porta - L'inizio (The Texas Chainsaw Massacre: The Beginning), regia di Jonathan Liebesman

### Peggior remake o rip-off
- Quel nano infame (Little Man), regia di Keenen Ivory Wayans
- La Pantera Rosa (The Pink Panther), regia di Shawn Levy
- Poseidon (Poseidon), regia di Wolfgang Petersen
- Shaggy Dog - Papà che abbaia... non morde (The Shaggy Dog), regia di Brian Robbins
- Il prescelto (The Wicker Man), regia di Neil LaBute

### Peggior pretesto per un film per famiglie
- Vita da camper (RV), regia di Barry Sonnenfeld
- Conciati per le feste (Deck the Halls), regia di John Whitesell
- Garfield 2 (Garfield: A Tail of Two Kitties), regia di Tim Hill
- Santa Clause è nei guai (The Santa Clause 3: The Escape Clause), regia di Michael Lembeck
- Shaggy Dog - Papà che abbaia... non morde (The Shaggy Dog), regia di Brian Robbins

## Statistiche vittorie/candidature
Premi vinti/candidature:
- 4/7 - Basic Instinct 2 (Basic Instinct 2)
- 3/7 - Quel nano infame (Little Man)
- 2/4 - Lady in the Water (Lady in the Water)
- 1/1 - Hot Movie - Un film con il lubrificante (Date Movie)
- 1/1 - Scary Movie 4 (Scary Movie 4)
- 1/2 - Vita da camper (RV)
- 0/6 - BloodRayne (BloodRayne)
- 0/5 - Il prescelto (The Wicker Man)
- 0/5 - Santa Clause è nei guai (The Santa Clause 3: The Escape Clause)
- 0/3 - Shaggy Dog - Papà che abbaia... non morde (The Shaggy Dog)
- 0/3 - Conciati per le feste (Deck the Halls)
- 0/2 - Material Girls (Material Girls)
- 0/2 - La Pantera Rosa (The Pink Panther)
- 0/2 - Garfield 2 (Garfield: A Tail of Two Kitties)
- 0/1 - Capitan Zoom - Accademia per supereroi (Zoom)
- 0/1 - Larry the Cable Guy: Health Inspector (Larry the Cable Guy: Health Inspector)
- 0/1 - Gli scaldapanchina (The Benchwarmers)
- 0/1 - Baciati dalla sfortuna (Just My Luck)
- 0/1 - Impiegato del mese (Employee of the Month)
- 0/1 - Omen - Il presagio (The Omen)
- 0/1 - Superman Returns (Superman Returns)
- 0/1 - Il mio ragazzo è un bastardo (John Tucker Must Die)
- 0/1 - Il codice da Vinci (The Da Vinci Code)
- 0/1 - FBI: Operazione tata (Big Momma's House 2)
- 0/1 - Non aprite quella porta - L'inizio (The Texas Chainsaw Massacre: The Beginning)
- 0/1 - Poseidon (Poseidon)